# 安德魯·澤塞曼
安德魯·澤塞曼 FRS（1957年—）是一名英國計算機科學家和牛津大學教授，也是計算機視覺的研究者。截至2014年，他隸屬於DeepMind。

## 教育
澤塞曼獲得劍橋大學的數學榮譽學位第三部分，並在桑德蘭理工學院獲得理論物理學博士學位。

## 職業生涯
1984年，澤塞曼開始在愛丁堡大學從事計算機視覺領域的研究。他們與安德魯·布雷克一起撰寫《視覺重建》（Visual reconstruction）一書，該書於1987年出版，被認為是計算機視覺領域的開創性作品之一。根據Fitzgibbon (2008)的說法，這本書是「最早對能量最小化方法的處理之一，其中包括一種旨在直接解決局部最小值問題的算法（稱為『漸進式非凸性』），而且還包括對其收斂性的理論分析。」
1987年，澤塞曼搬回英國，來到牛津大學，加入J·麥可·布雷迪新成立的機器人研究小組，擔任大學研究講師，並開始研究多視圖幾何學。根據Fitzgibbon（2008）的說法，他的「幾何學成功地展示了計算機視覺可以解決人類無法解決的問題：從多個圖像中恢復三維結構需要高度訓練的攝影測量師，並且需要相當多的時間。然而，安德魯的興趣轉向了一個六歲的孩子可以輕鬆擊敗當時的算法的問題：物體識別。」

## 榮譽
澤塞曼是ISI高度引用的研究人員。他是唯一一個三次獲得馬爾獎的人，分別在1993年、1998年和2003年。他於2007年獲選為英國皇家學會院士。2008年，他被授予BMVA傑出研究員稱號。。2013年，他獲得ICCV傑出研究員獎。2017年，澤塞曼獲得英國皇家學會米爾納獎，以表彰其在計算機編程方面的特殊成就，其中包括幾何圖像的計算理論和商業系統方面的研究。